# Видеоконференция
Видеоконфере́нция  — вид прикладного телевидения, обеспечивающий одновременно двустороннюю передачу, обработку, преобразование и представление видео-информации на расстоянии в режиме реального времени с помощью  вычислительной техники. Является развитием функции аудио конференц-связи, существовавшей изначально только в области телефонии.

Взаимодействие в режиме видеоконференций также называют сеансом видеоконференцсвязи - это телекоммуникационная технология интерактивного взаимодействия двух и более удалённых абонентов, при которой между ними возможен обмен аудио и видео в реальном времени.

## Применение видео-конференц-связи
Видеоконференция применяется как средство оперативного принятия решения в той или иной ситуации; при чрезвычайных ситуациях; для сокращения командировочных расходов в территориально распределённых организациях; повышения эффективности; проведения судебных процессов с дистанционным участием осуждённых, а также как один из элементов технологий телемедицины и дистанционного обучения.
Во многих государственных и коммерческих организациях видеоконференция приносит большие результаты и максимальную эффективность, а именно:
- снижает время на переезды и связанные с ними расходы;
- ускоряет процессы принятия решений в чрезвычайных ситуациях[3];
- сокращает время рассмотрения дел в судах общей юрисдикции[4];
- увеличивает производительность труда[5];
- решает кадровые вопросы и социально-экономические ситуации[6][7];
- даёт возможность принимать более обоснованные решения за счёт привлечения при необходимости дополнительных экспертов[8];
- быстро и эффективно распределяет ресурсы[9].

Для общения в режиме видеоконференции абонент должен иметь терминальное устройство (кодек) видео-конференц-связи, видеотелефон или иное средство вычислительной техники. Как правило, в комплекс устройств для видео-конференц-связи входит:
- центральное устройство — кодек с видеокамерой и микрофоном, обеспечивающий кодирование/декодирование аудио- и видео- информации, захват и отображение контента;
- устройство отображения информации и воспроизведения звука.

В качестве кодека может использоваться персональный компьютер с программным обеспечением для видеоконференций.
Большую роль в видеоконференции играют каналы связи, то есть транспортная сеть передачи данных. Для подключения к каналам связи используются сетевые протоколы IP или ISDN.
Существует два режима работы ВКС, которые позволяют проводить двусторонние (режим «точка-точка») и многосторонние (режим «многоточка») видеоконференции.
Как правило, видео-конференц-связь в режиме «точка-точка» удовлетворяет потребности только на начальном этапе внедрения технологии, и довольно скоро возникает необходимость одновременного взаимодействия между несколькими абонентами. Такой режим работы называется «многоточечный» или многоточечной видео-конференц-связью. Для реализации данного режима требуется наличие активации многоточечной лицензии в кодеке при условии, если устройство поддерживает данную функцию, либо специального видеосервера MCU (англ. Multipoint Control Unit), или программно-аппаратной системы управления.

## Задачи видео-конференц-связи
Для внедрения видео-конференц-связи руководителю (лицу, принимающему решения) организации необходимо определить главную цель применения: проведение совещаний, подбор персонала, оперативность при принятии решений, осуществление контроля, дистанционное обучение, консультация врачей, проведение судебных заседаний, допрос свидетелей и так далее. При этом необходимо учитывать основные правила видео-конференц-связи:
- гарантированная высокоскоростная услуга связи или выделенные каналы связи только для сеансов видеоконференций;
- стабильное и надёжное электропитание телекоммуникационного оборудования и видео-конференц-связи;
- оптимальные шумо- и эхо- поглощающие особенности помещения, в котором будет установлено оборудование видео-конференц-связи;
- правильное расположение оборудования видео-конференц-связи по отношению к световому фону помещения;
- корректная настройка телекоммуникационного оборудования и видео-конференц-связи по обслуживанию качества услуги связи с приоритизацией передачи данных;
- компетентный обслуживающий технический персонал;
- техническое сопровождение и подписка на обновление оборудования через сертифицированного производителем поставщика.

## Основные категории и классы видео-конференц-связи
Учитывая функции и цели применения, оборудование видео-конференц-связи систематизируется на категории и классы.

### Категории видео-конференц-связи

#### Персональные системы
Персональные системы обеспечивают возможность индивидуального видео-общения пользователя в режиме реального времени, не покидая своего рабочего места. Конструктивно индивидуальные системы обычно выполняются в виде настольных терминалов либо в виде программных решений.

#### Групповые системы
Групповые системы предназначены для проведения групповых сеансов видео-конференц-связи в переговорных (совещательных) комнатах. Групповая система способна превратить помещение любого размера в видео-конференц-студию для проведения интерактивных совещаний. К групповым системам относятся приставки видео-конференц-связи (set-top) стандартного разрешения и с поддержкой высокой чёткости (High Definition). К этой же категории относятся и системы класса TelePresence (телеприсутствие), которые предоставляют собой комплекс средств, обеспечивающий максимальный эффект присутствия удалённых собеседников в одной комнате.

#### Отраслевые системы
Отраслевые системы — это системы, которые применяются непосредственно в определённой отрасли. Например, в медицинской отрасли очень часто применяют системы для проведения операций (телемедицина), в судебной системе — для проведения дистанционных кассационных и надзорных судебных процессов, в нефтегазовой, энергетической, строительной области для оперативности представления информации.

#### Мобильные системы
Мобильные системы — это компактные переносные системы видео-конференц-связи для использования в удалённых районах и экстремальных условиях. Мобильные системы позволяют за короткое время организовать сеанс видео-конференц-связи в нестандартных условиях. Данные системы обычно используются государственными органами, принимающими оперативные решения (военные, спасатели, врачи, службы экстренного реагирования). Типичный пример использования мобильных систем — организация ситуационного центра.

#### Инфраструктура сети видео-конференц-связи
К инфраструктуре сети видео-конференц-связи относится совокупность аппаратно-программных средств администрирования/управления с использованием различного оконечного оборудования и программного обеспечения — сервера многоточечной видео-конференц-связи (Multipoint Control Unit), интеграция с Унифицированные коммуникации, системы управления видеоконференциями (учёт, управления конфигурацией, безопасностью, производительностью и ошибками узлов, линий и оконечного оборудования видео-конференц-связи), системы распределения нагрузки распределённых серверов, шлюзы для прохождения трафика через межсетевые экраны, шлюзы с мобильными сетями и абонентами H.320.

### Классы видео-конференц-связи
Категории подразделяются на пять различных классов.

#### Программное решение
Программные решения (англ. Software solution) устанавливаются на персональный компьютер, ноутбук или мобильное устройство. В качестве периферии для захвата и воспроизведения видео и звука могут использоваться, как встроенные в устройство камера, микрофон или динамик, так и внешние устройства, такие как веб-камера, головная гарнитура или спикерфон.
Платные решения, в отличие от бесплатных, обычно обеспечивают более широкие функциональные возможности при проведении конференций (например, поддерживается большое число участников) и совместимость с аппаратными решениями видео-конференц-связи различных производителей (благодаря использованию открытых стандартов SIP и H.323).
Программные решения, как и аппаратные, имеют отдельные клиентскую часть (аналог аппаратного терминала) и серверную (аналог MCU). Серверная часть, как и клиентская, работает на ПК. Серверные части программных решений не осуществляют перекодирование видеопотоков, а только перенаправляют их на клиентские приложения, что значительно снижает системные требования к аппаратной части ПК, используемых в роли сервера и удешевляет решение в целом. Построение «картинки» из нескольких видеоокон во время групповых видеоконференций, а также кодирование и декодирование данных в программных решениях осуществляется только на клиентской стороне. Использование технологии SVC на серверной части программных решений позволяет в реальном времени изменять качество потоков для каждого из участников, не создавая вычислительную нагрузку на сервер.
Преимущества программных решений:
- возможность обновлений без необходимости замены аппаратной части;
- не требуют капитальных вложений в инфраструктуру;
- нет необходимости в дополнительном оборудовании для реализации доп. возможностей (запись, совместная работа и т. п.);
- приспособлены для работы на нестабильных каналах связи, таких как интернет;
- поставляются в виде лицензий.

Общие ограничения программных решений:
- предназначены в основном для индивидуального использования (практически невозможно применять для проведения групповых сеансов видео-конференц-связи, например в переговорных комнатах)[источник не указан 5158 дней];
- высокая нагрузка на центральный процессор ПК.

#### Видеоконференции стандартного качества
Видеоконференции стандартного качества (англ. Standard Definition) подразумевают поддержку четырёх стандартных видеоразрешений: SQCIF (128x96), QCIF (176x144), CIF (352х288) и 4CIF (704x576) на скоростях передачи данных от 64 Кбит/с до 768 Кбит/с.
Разрешения SQCIF и QCIF изначально были введены для медленных каналов связи (от 64 Кбит/с) и в настоящее время практически не используются. Разрешение CIF поддерживается на скоростях от 256 Кбит/с. Самое высокое стандартное разрешение 4CIF доступно на скоростях от 384 Кбит/с.
Минимальные значения скоростей передачи данных для того или иного разрешения могут варьироваться в зависимости от производителя оборудования.

#### Видеоконференции высокой чёткости
Класс высокой чёткости (англ. High Definition или англ. HD) появился в связи с выпуском на рынок систем ВКС с более высоким разрешением, чем 4CIF, то есть разрешение HD (1280х720), которое требует в несколько раз больше пикселей для построения изображения по сравнению со стандартной видео-конференц-связью, и, соответственно, для её передачи необходима более высокая скорость.
Появлению видеоконференции высокой чёткости способствовало несколько факторов:
- в западных странах начался массовый переход на цифровое телевидение, в результате которого мониторы, фотоаппараты, камеры стали поддерживать технологии высокой чёткости;
- в дополнение к H.323 был ратифицирован стандарт сжатия видео H.264, обеспечивающий более эффективный алгоритм сжатия громоздких файлов для передачи видео по сети, в том числе беспроводной;
- одновременно с этим на рынок было выпущено новое поколение высокопроизводительных специализированных процессоров для обработки видео.

Термин «High Definition» никаким стандартом не определяется. Он появился как маркетинговое понятие, подразумевающее передачу видеоизображения с разрешением выше 4CIF и его сопровождение более качественным звуком. Качество изображения уровня HD может быть получено при ширине канала от 512 Кбит/с и выше. При отсутствии необходимой полосы пропускания системы видео-конференц-связи, работающие с разрешением HD, обычно адаптируются под существующий канал связи, уменьшая, соответственно, качество видеоизображения. То есть, если полосы пропускания недостаточно для поддержки качества HD, то система видео-конференц-связи не откажется работать, а автоматически снизит разрешение изображения. Такая функция уже реализована на базе видео-движков компаний: Skype, Google, Microsoft, Discord и других.

#### Телеприсутствие
Телеприсутствие (англ. TelePresence) — технология проведения сеансов видео-конференц-связи с использованием нескольких кодеков (аппаратных вычислительных блоков терминала видео-конференц-связи), обеспечивающая максимально возможный эффект присутствия за счёт специальным образом установленных экранов, мебели, отделки помещения и т. п.
Отличия от оборудования видео-конференц-связи высокой чёткости:
- эффект общения собеседников в одной комнате;
- позиция и размер собеседников;
- линия взгляда — «глаза в глаза»;
- инструменты для совместной работы;
- естественное акустическое окружение;
- освещение;
- отделка помещения.

#### Ситуационные и диспетчерские центры
Ситуационные/диспетчерские центры (англ. Situation and Control Centers) или комнаты предназначены для лиц, принимающих решения и могут быть использованы в различных областях деятельности. В общем случае ситуационный центр состоит из ситуационной комнаты, оснащённой всеми коммуникациями, включая средства видео-конференц-связи или телеприсутствия и диспетчерского центра, осуществляющего сбор, анализ и подготовку информации для передачи в ситуационную комнату для принятия решения. Также диспетчерская ситуационной комнаты обеспечивает связь ситуационной комнаты с внешним миром.
Ситуационные и диспетчерские центры предоставляют возможность:
- экспресс-анализа текущего положения[16];
- моделирования сценариев возможных событий[17];
- экспертной оценки принимаемых решений и их оптимизации;
- выбора наиболее эффективного управленческого воздействия на ту или иную ситуацию и так далее.

## Организация каналов связи
Основную роль в видеоконференции играют каналы связи между абонентами. Рассмотрим несколько методов организации каналов связи для видеоконференций.

### ВИнтернете
Самый простой и дешёвый метод организации видео-конференц-связи — через Интернет. Однако качество сеанса связи в данном случае может быть низким, так как интернет не является гарантированным каналом передачи аудио- и видеоданных. К этому добавляется проблема безопасности видеоконференции, то есть она может стать «общественным достоянием». Для организации видео-конференц-связи через Интернет требуется иметь статические IP-адреса и каналы связи с пропускной способностью не менее 384 кБит/с в обе стороны (для исходящего и входящего трафика).
Немного сложнее настраивается связь по протоколу инкапсуляции видовой маршрутизации GRE (англ. Generic Routing Encapsulation). Протокол принадлежит к сетевому уровню. Он может инкапсулировать другие протоколы, а затем осуществлять маршрутизацию всего набора до места назначения. В данном случае обеспечивается минимальная защита видеотрафика в сети интернет, что позволяет предотвратить основное число «неопытных» вторжений в информационное облако видео-конференц-связи. Тот же принцип, хоть и намного более высокого уровня безопасности, заложен и в протоколе IPsec.

### По протоколу ISDN
Аббревиатура ISDN (англ. Integrated Services Digital Network) расшифровывается как цифровая сеть с интеграцией услуг. Цифровые сети с интегральными услугами относятся к сетям, в которых основным режимом связи является режим коммутации каналов, а данные обрабатываются в цифровой форме. Данная услуга не очень распространена в России. Один из самых крупных реализованных проектов развития сети ISDN является сеть ОАО «Ростелеком», которая объединяет более 500 городов в РФ и СНГ.
ISDN имеет ряд преимуществ по сравнению с традиционными аналоговыми сетями, однако, по сравнению с новыми телекоммуникационными технологиями передачи данных, имеет ряд критичных недостатков:
- тяжело отследить, на каком участке произошёл сбой связи;
- низкая оперативность восстановления каналов связи;
- небольшая распространённость на территории РФ;
- всего несколько операторов связи поддерживают данную технологию;
- сравнительно высокая стоимость применения услуги связи при межрегиональном соединении.

### По технологии IP VPN MPLS
Услуга связи по технологии IP VPN MPLS в настоящее время является одной из самых надёжных и дешёвых для организации видеоконференций. Этому способствует:
- VPN (англ. Virtual Private Network) — виртуальная частная сеть, то есть обобщённое название технологий, позволяющих обеспечить одно или несколько сетевых защищённых соединений (логическую сеть) поверх другой сети.
- MPLS (англ. Multiprotocol Label Switching) — мультипротокольная коммутация по меткам, то есть механизм передачи данных, который эмулирует различные свойства сетей с коммутацией каналов поверх сетей с коммутацией пакетов.

Технология IP VPN MPLS по степени защищённости используемой среды относится к доверительной зоне. Она используется в случаях, когда передающую среду можно считать надёжной и необходимо решить лишь задачу создания виртуальной подсети в рамках большей сети.

## Протоколы организации видео-конференц-связи
Стандартные протоколы передачи данных призваны сделать видеоконференции столь же распространёнными, как телефонная и факсимильная связь. Благодаря протоколам системы поддержки видеоконференций разных производителей могут без проблем устанавливать связь между собой, как связываются между собой другие телекоммуникационные устройства. Но прежде, чем начать повествовать про специализированные протоколы видеоконференции, кратко дадим определение протокола.
Протокол для видеоконференции — это набор соглашений, который определяет обмен данными между различным программным обеспечением. Протоколы задают способы передачи данных и обработки ошибок в сети, а также позволяют разрабатывать стандарты, не привязанные к конкретной платформе.
В 1990 году был одобрен первый международный стандарт в области технологий видеоконференций — спецификация H.320 для поддержки видеоконференций по ISDN. Затем ITU одобрил ещё целую серию рекомендаций, относящихся к видеоконференциям. Эта серия рекомендаций, часто называемая H.32x, помимо H.320, включает в себя стандарты H.321-H.324, которые предназначены для различных типов сетей передачи данных.
Во второй половине 1990-х годов интенсивное развитие получили IP-сети и Интернет. Они превратились в экономичную среду передачи данных и стали практически повсеместными. Однако, в отличие от ISDN, IP сети были плохо приспособлены для передачи аудио- и видеопотоков. Стремление использовать сложившуюся структуру IP-сетей привело к появлению в 1996 году стандарта H.323 — видеотелефоны и терминальное оборудование для локальных сетей с негарантированным качеством обслуживания (англ.  Visual Telephone Systems and Terminal Equipment for Local Area Networks which Provide a Non-Guaranteed Quality of Service).
В 1998 году была одобрена вторая версия этого стандарта H.323 v.2 — Мультимедийные системы связи для сетей с коммутаций пакетов (англ.  Packet-based multimedia communication systems). В сентябре 1999 года была одобрена третья версия рекомендаций. 17 ноября 2001 года была одобрена четвёртая версия стандарта H.323. Сейчас[когда?] H.323 — один из важнейших стандартов из этой серии. H.323 — это рекомендации ITU-T для мультимедийных приложений в вычислительных сетях, не обеспечивающих гарантированное качество обслуживания (QoS). Такие сети включают в себя сети пакетной коммутации IP и IPX на базе Ethernet, Fast Ethernet и Token Ring.

### Основные стандарты видео-конференц-связи (Коммуникационные протоколы)
Стандарт мультимедийных приложений H.323
С целью проведения аудио- и видеоконференций по телекоммуникационным сетям ITU-T разработала серию рекомендаций H.32x. Эта серия включает в себя ряд стандартов по обеспечению проведения видеоконференций.
1. H.320 — по сетям ISDN;
2. H.321 — по сетям Ш-ЦСИО и ATM;
3. H.322 — по сетям с коммутацией пакетов с гарантированной пропускной способностью;
4. H.323 — по сетям с коммутацией пакетов с негарантированной пропускной способностью;
5. H.324 — по телефонным сетям общего пользования;
6. H.324/C — по сетям мобильной связи;
7. H.239 — поддержка двух потоков от разных источников, изображение участника и данных (вторая камера или презентация) выводятся на два разных дисплея или в режиме PIP на один дисплей;
8. H.460.17/.18/.19 — поддержка прохождения аудио- и видеотрафика видео-конференц-связи через NAT и Firewall.

Рекомендации ITU-T, входящие в стандарт H.323, определяют порядок функционирования абонентских терминалов в сетях передачи данных с разделяемым ресурсом, в основном не гарантирующих качества обслуживания.
Рекомендации H.323 предусматривают:
- управление полосой пропускания;
- возможность взаимодействия сетей;
- платформенную независимость;
- поддержку многоточечных конференций;
- поддержку многоадресной передачи;
- стандарты для кодеков;
- поддержку групповой адресации.

Управление полосой пропускания — передача аудио- и видеоинформации, например, в видеоконференциях, весьма интенсивно нагружает каналы связи, и, если не следить за ростом этой нагрузки, работоспособность критически важных сетевых сервисов может быть нарушена. Поэтому рекомендации H.323 предусматривают управление полосой пропускания. Можно ограничить как число одновременных соединений, так и суммарную полосу пропускания для всех приложений H.323. Эти ограничения помогают сохранить необходимые ресурсы для работы других сетевых приложений. Каждый терминал H.323 может управлять своей полосой пропускания в конкретной сессии конференции.

### Стандарты сжатия видеоизображения
Основные видеостандарты:
1. H.261 — разработан организацией по стандартам телекоммуникаций ITU. На практике первый кадр в стандарте H.261 всегда представляет собой изображение стандарта JPEG, компрессированное с потерями и с высокой степенью сжатия.
2. Стандарт H.263 — это стандарт сжатия видео, предназначенный для передачи видео по каналам с довольно низкой пропускной способностью (обычно ниже 128 кбит/с). Применяется в программном обеспечении для видеоконференций.
3. Стандарт H.264 — это новый расширенный кодек, также известный как AVC и MPEG-4, часть 10.
4. Стандарт H.264 High Profile — это самый производительный профайл H.264 с алгоритмом сжатия видео Context Adaptive Binary Arithmetic Coding (CABAC), впервые внедрён на оборудовании Polycom, позволяет устраивать HD-видеоконференции на канале от 512 Kbps.

Для видеоконференций на сегодняшний день[когда?] чаще всего используется стандарт H.263 и H.264.

### Стандарты сжатия звука
Некоторые стандарты компрессии аудиосигнала основаны на технологии оцифровки звука, называемой импульсно-кодовой модуляцией или ИКМ.
Основные аудиостандарты:
1. Opus — современный открытый стандарт, позволяющий кодировать аудиосигнал в любом требуемом качестве.
2. G.711 — устаревающий, но всё ещё широко применяемый стандарт логарифмического кодирования аудио (аудиокомпандирования).
3. G.722 — широкополосный (более качественный, в сравнении с G.711) голосовой кодек стандарта ITU-T со скоростью 32-64 Кбит/сек.
4. G.722.1 (1999) — стандарт аудиосжатия G.722.1 Annex C базируется на стандарте Polycom Siren 14.
5. G.722.2 (2002) — более используемый вариант кодека, также известный как Adaptive Multi Rate — WideBand (AMR-WB) «Адаптивный, с Переменной Скоростью — Широкополосный».
6. G.726 — кодек предназначен для передачи звука с минимальной задержкой и описывает передачу голоса полосой в 16, 24, 32, и 40 Кбит/сек.
7. G.729 — популярный в России узкополосный речевой кодек с рекордным битрейтом 8 Кбит/с, применяется для эффективного цифрового представления узкополосной телефонной речи (сигнала телефонного качества).

Для всех типов кодеков справедливо правило: чем меньше плотность цифрового потока, тем больше восстановленный сигнал отличается от оригинала. Однако восстановленный сигнал гибридных кодеков обладает вполне высокими характеристиками, восстанавливается тембр речевого сигнала, его динамические характеристики, другими словами, его «узнаваемость» и «распознаваемость».
Системы видеоконференций базируются на достижениях технологий средств телекоммуникаций и мультимедиа. Изображение и звук с помощью средств вычислительной техники передаются по каналам связи локальных и глобальных вычислительных сетей. Ограничивающими факторами для таких систем будет гарантированная пропускная способность канала связи и алгоритмы компрессии/декомпрессии цифрового изображения и звука.

## Системы управления видео-конференц-связью
Существует общемировое правило — чем больше сеть, тем сложнее сетью становится управлять. Для обеспечения надёжности, повышения эффективности, отказоустойчивости и безопасности сетей видеоконференции используются технологии, получившие название «системы управления сетями».
В понятие «системы управления сетями видеоконференций» должны входить
- Обработка и анализ ошибок — обеспечение необходимыми инструментами для обнаружения сбоев и отказов сетевых и терминальных устройств, определения их причин и принятия действий по восстановлению работоспособности.
- Управление конфигурацией — отслеживание и настройка конфигурации сетевого аппаратно-программного обеспечения.
- Учёт — измерение использования и доступности сетевых ресурсов.
- Управление производительностью — измерение производительности сети, сбор и анализ статистической информации о поведении сети для её поддержания на приемлемом уровне как для оперативного управления сетью, так и для планирования её развития.
- Управление безопасностью — контроль доступа к оборудованию и сетевым ресурсам с ведением журналов доступа для обнаружения, предотвращения и пресечения несанкционированного доступа.

## Системы видео-конференц-связи
По данным агентства CNews Analytics, к началу 2022 года на долю российских решений видео-конференц-связи приходится, по разным оценкам, от 20% до 30% рынка. С массовым исходом из России иностранных вендоров в 2022 году ситуация начала меняться и, согласно прогнозам аналитиков, к началу 2023 года на инсталлированные российские разработки будет приходиться уже примерно 50%).

### Российские системы ВКС
- eXpress
- Контур.Толк
- VideoMost
- iMind
- Webinar
- IVA
- TrueConf
- Vinteo
- Яндекс.Телемост
- Видеозвонки Mail.ru
- Dion
- Jazz by Sber
- Video Union (Видео Союз)  и др.

### Зарубежные системы ВКС
- Cisco Webex (решила свернуть бизнес в России[20])
- Microsoft Teams (сворачивает деятельность в России[21])
- Slack (отключает клиентов из России[22])
- Polycom
- Yealink
- Zoom (один из популярных в России)[23]
- GoToMeeting
- BigBlueButton
- Discord
- Google Meet
- BlueJeans и др.